# Kvarteret Positronen

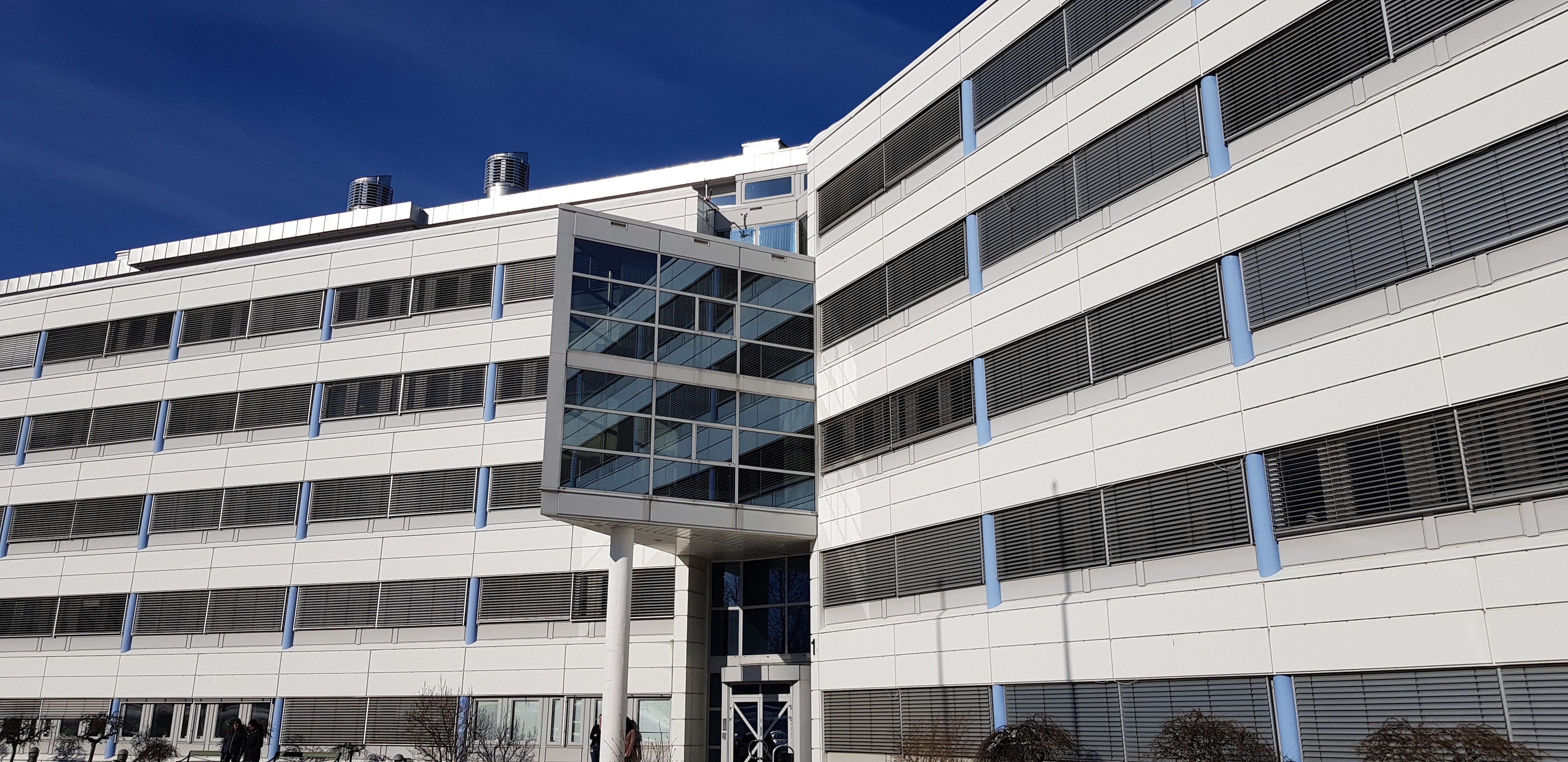
Positronen 20190222 123739 0

Kvarteret Positronen på Datorgatan i Huskvarna ritades av arkitekt Alf Pernstedt i slutet av 1980-talet. Huset uppfördes i början av 1990-talet och präglas av 1980-talets idéer kring stora öppna ljusgårdar, glas, strikta former, rymd och ljus. 
  
Byggnaden är omnämnd i Jönköpings kommuns skrift "Allmän bebyggelsehistoria 1950–2000".
Vid arkeologiska utgrävningar 1988 påträffades fynd som daterades till äldre järnålder. 